# 中津江之美
中津江 之美（なかつえ ゆきよし）は、安土桃山時代から江戸時代初期にかけての武士。吉見氏の家臣。

## 生涯
先祖代々吉見氏に仕えた中津江氏に生まれ、吉見広頼・広長父子に仕える。
元和4年（1618年）3月4日に死去。嫡男の重美が17歳で家督を継ぎ、同年8月25日に吉見広長が追討された後に毛利秀就に仕えることとなる。